# Exèrcit del Nord (Províncies Unides del Río de la Plata)

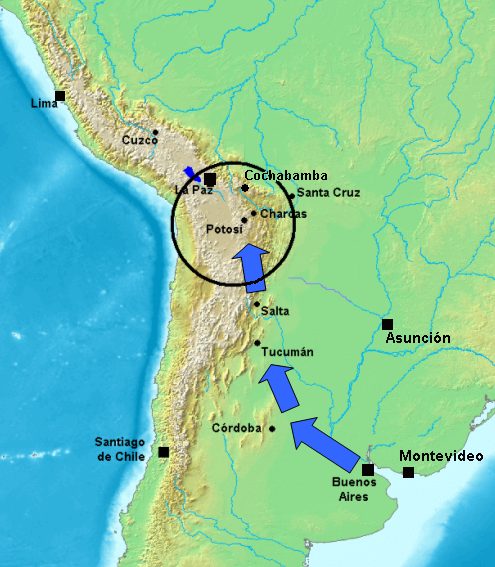
L'Alt Perú, objectiu de l'Exèrcit del Nord enviat des de Buenos Aires.

L'Exèrcit de Nord, anomenat en els documents de l'època Exèrcit Auxiliar del Perú o Exèrcit del Perú perquè l'objectiu de l'Argentina era alliberar l'Alt Perú i el Perú, va ser el primer cos militar desplegat per les Províncies Unides del Riu de la Plata durant la guerra de la independència argentina. Aquest exèrcit va ser l'encarregat d'actuar sota el comandament, entre d'altres, de Manuel Belgrano, a la regió nord-oest de l'actual República Argentina i l'Alt Perú (actual Bolívia), on es va desenvolupar un dels principals fronts de batalla contra els reialistes fidels a la corona d'Espanya.
La seva acció al capdavant independentista va començar al 1810 i va finalitzar el 1817 amb la derrota de les forces comandades per Gregorio Araóz de Lamadrid a la batalla de Sopachuy, en un últim intent d'avançar sobre l'Alt Perú. A partir d'aquí les accions ofensives van finalitzar, mantenint-se en una situació únicament defensiva. Des d'aquell moment, les accions ofensives van ser traslladades a l'Exèrcit dels Andes comandats per José de San Martín que ca concebre la idea 'arribar per mar fins a Lima, el principal bastió reialista després d'alliberar Xile. L'Exèrcit del nord, novament sota el comandament de Belgrano, va ser cridat per intervindre en les lluites internes suscitades pel conflicte entre el govern central amb seu a Buenos Aires i els cabdills federals del litoral. El Motí d'Arequito (1820) causat per la reticència dels veterans al front independentista a comprometre's amb les lluites internes, va posar punt final a la seva existència.
La Expedició de Belgrano al Paraguai va portar abans el nom d'Exèrcit del Nord, passant amb el temps a ser conegut així abans que actués a l'Alt Perú.
Durant la Guerra contra la confederació Perú-Boliviana, un nou cos militar va rebre el nom d'Exèrcit del Nord (1837), sota el comandament d'Alejandro Herèdia, desapareixent de nou després del seu assassinat al 1838 al esclatar la rebel·lió coneguda com a Coalició del Nord. Va finalitzar la guerra al 1839 amb la victòria Xilena a Yungay i la retirada dels peruans i bolivians del territori argentí.

## Primera campanya auxiliadora a l'Alt Perú

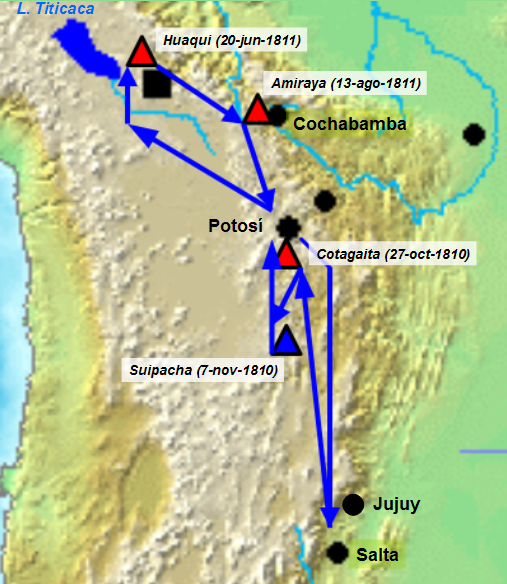
Mapa de la primera campanya a l'Alt Perú (1810-1811). Els triangles assenyalen les batalles; vermells per a les victòries reialistes (Cotagaita, Huaqui i Amiraya) i blaves per a les victòries independentistes (Suipacha).

La carència de militars entrenats va ser una de les dificultats més greus a les que va haver d'enfrontar-se el govern revolucionari. A més del Batalló de Patricis i altres cossos formats durant les invasions angleses, les úniques tropes més o menys experimentades amb les que contaven els criolls eren els cossos de Blandengues, milicians llancers reclutats per a vilitar les fronteres dels territoris anomenats pels indígenes Maputxes i Ranquels). No seria fins al 1812, amb l'arribada dels veterans de les Guerres Napoleòniques en que s'incorporarien oficials amb coneixements de la ciència militar a les tropes nacionals. Molts dels primers comandants van ser civils o oficials amb graduacio inferior, nomenats al capdavant de les tropes més per conviccions polítiques i carisma de comandament que per les seves capcitats militars.

### La formació de l'exèrcit
El que seria després l'exèrcit del nord va tenir el seu origen en les tropes reunides pel vocal Juan José Castelli per ordres donades per la Primera Junta el 14 de juny del 1810, per a combatre a l'antic virrei Santago de Liniers que encapçalava un moviment contra-revolucionari a la Intendència de Còrdoba. La ordre de la Junta responia al complimanet de l'acta de formació de la mateixa el 25 de maig, que obligava a enviar una expedició a les províncies.
La Junta va començar una col·lecta a Buenos Aires per a perpetrar l'expedició i va reunir un exèrcit de mil cent cinquanta homes. Aquest exèrcit va partir de la capital del exvirregnat el 6 de juliol del 1810 sota el comandament del coronel Francisco Ortiz de Ocampo. El dia 7 de juliol del 1810 van aprtir del Retiro per a ser revestida al quarter-campament de Mont de Castro el dia 9 (a tres llegues de la ciutat de Buenos Aires). Em mateix dia 9 va partir en direcció a Còrdoba per fer front al exvirrei Liniers. Va ser seguit pel tinent coronel Antonio González Balcarce (com a major general) que havia rebut una formació a contrarrellotge de dos mesos.
A similitud dels exèrcits de la revolució francesa, ambdós anaven acompanyats pel representant de la junta (càrrec polític) Hipólito Vieytes i pel auditor Feliciano Antonio Chiclana que es va incorporar posteriorment i que posteriorment seria anomenat governador intendent de Salta del Tucumán. El comandament militar estava subjecte al polític i aquest a la Junta a través de la secretaria de Guerra que ocupava Mariano Moreno. Vieytes portava instruccions de deixar que a cada província el poble eligís els diputats per incorporar-se a la Junta.
Ortiz de Ocampo, González Balcarce, Vieytes i el secretari Vicente López formaven una junta en comissió, que havia de prendre les resolucions per majoria.

### Accions sobre Còrdoba
El 14 de juliol la força va arribar a Luján, continuant per Salto, Pergamino, Guàrdia de la Esquina - que era el límit amb Córdoba - i Fraile Muerto entre el 20 i el 30 de juliol. A la Guàrdia de la Esquina l'expedició va rebre les notícies de que Liniers havia sortit amb les seves forces rumb al nord, pel que Gonzàlez Balcarce es va avançar amb tres-cents homes a la seva cerca.
A Còrdoba, Liniers i Juan Gutiérrez de la Concha van allistar milicies urbanes i varis centenars de milicians reclutats durant la campanya pel coronel Santiago Allende, armabts amb llances. El 8 de juliol Liniers va escriure a Paula Sanz que disposava de sis-cents homes armats, la meitat amb fusils i la resta amb llances, a més d'artilleria. Quan l'expedició es va acostar a la ciutat, part dels milicians van desertar i els caps amb tres-cents o quatre-cents homes i nou peces d'artilleria van fugir el 31 de juliol en direcció a l'Alt Perú. El dia 5 va entrar a Còrdoba un destacament de tres-cents homes en busca de Liniers i la resta de caps, i dos-cents vint-i-cinc soldats van romandre a la ciutat i els altres setanta-cinc van iniciar la persecució, arribant a Liniers l'endemà al paratge Piedritas, després que aquests s'haguessin dispersat i amagat abandonant els canyons i tot el transportat. El dia 7 van ser capturats Gutiérrez de la Concha, l'arquebisbe de Còrdboa Rodrigo de Orellana, Allende, l'Assessor Rodríguez i el secretari Moreno.
Ocupada Còrdoba el 8 d'agost per la resta de l'exèrcit, es va substituir el seu Cabildo i Juan Martín de Pueyrredón va ser nomenat governador intendent, assumint a mitjans del mateix mes. Després, la marxa va continuar en direcció a l'Alt Perú, on el general espanyol José de Còrdoba i Rojas estava sota el comandament de les tropes reialistes.
Per ordre de la Junta, González Balcarce va comandar l'avantguarda de les tropes que van continuar cap al nord, mentre que Ortiz de Ocampo va organitzar els contingents de la rereguarda i les milícies provincials. Juan José Viamonte va ser nomenat tercer cap i en substitució de Vieytes, Juan José Castelli va ocupar el càrrec de delegat i Bernardo de Monteagudo el d'auditor. French i Nicolàs Rodríguez Peña integraven també el nou comité polític. Ortiz de Ocampo va quedar-se al comandament nominal de l'expedició quedant-se a Santiago del Estero i després a Tucumán per a reunir milícies i remètre-les a González Balcarce.
A Salta també va rebre tropes, encapçalades per Martín Miguel de Güemes. A Santiago del Estero es va formar el Batalló de Patricis de Santiago del Estero, comandat pel coronel Juan Francisco Borges, de tres companyies amb un total de tres-cents disset homes, que el 25 de setembre del 1810 es va incorporar a l'Exèrcit del Nord i després es van fusionar amb altres unitats per a formar el regiment número sis d'infanteria.
El 6 de setembre la Junta va disposar que Castelli assumís el comandament de l'expedició, nombrant-lo representant de la Junta:
| « | Per tant, ha vingut la Junta a nombrar al seu volcal al doctor don Juan José Castelli, conferint-li el caràcter de representant de la Junta Provisional Governativa de les Províncies del Riu de la Plata, amb totes les facultats, honors, tractaments i distinció que a aquesta li competeixen. En la seva virtud, la Junta de Comissió de la Expedició reconeixerà a l'anomenat senyor Castelli per Representant de la Junta, obeirà cegament a les seves ordres, i no executarà pla, mesura ni providència alguna, sinó que amb l'aprovació mirant en la seva persona a la mateixa Junta Provisional i atorgant-li el mateix respectei obediència que li atorgaria a aquesta si estiguès present. I els pobles interiors rebran al doctor don Juan José Castelli com un òrgan legítim de la voluntat i sentiments d'aquesta Junta, passant així per a totes les millores de pròxima execució que poguèssin proporcionar-se, i dirigint amb aquesta finalitat, les manifestacions que condueixin a fomentar la felicitat d'aquestes províncies sota els principis d'una inalterable unió i fraternitat de tots els pobles. | » |

El 27 de setembre del 1810, González Balcarce va arribar amb l'avantguarda de l'exèrcit a San Salvador de Jujuy, divuit dies després de la seva sortida de Còrdoba. El 4 d'octubre va arribar a Yavi, al límit amb l'Alt Perú on es va aturar a la espera de reforços.

### Primeres accions a l'Alt Perú
El 25 d'agost del 1810 una junta consultava a Lima va decidir enviar un exèrcit de dos mil homes a Potosí o Chuquisaca, perquè les forces altperuanes plantèssin cara a l'expedició de Buenos Aires.
González Balcarce va iniciar la marxa des de Yavi amb quatre-cents homes, des de Tarija va rebre sis-cents homes, dels quals va admetre tres-cents degut a la falta d'armament. La primera acció armada de l'Exèrcit del Nord a l'Alt Perú va ser el Combat de Cotagaita, uns quatre-cents quilòmetres al nord de San Salvador de Jujuy que va tenir lloc el 27 d'octubre. La batalla va ser desfavorable per a Balcarce i el seu resultat indecís, en part per la superioritat numèrica dels espanyols, obligant les tropes expedicionàries a tornar al sud sense ser perseguides pels reialistes. Balcarce va refer el seu exèrcit dos dies després a Tupiza.
El 3 de novembre la Junta va crear el Regiment número sis d'infanteria al nord argentí (portat a terme per Castelli a Potosí l'1 de gener del 1811), amb dos batallons. Es va formar sobre la base de les companyies d'infanteria portades des de Buenos Aries, excepte els pardos i morenos, i contingents de Tucumán (tres-cents homes en tres companyies) i Santiago del Estero (de tropes destinades a l'expedició al Perú i noves agregacions que hi van haver). Com a cap del regiment s'hi va designar a Juan José Viamonte a qui se li va donar el càrrec de coronel. El mateix dia també es va crear el cos de Dracs lleugers de la Pàtria (o del Perú), format per piquets de dracs, blandengues i hússars, tots provinents de les províncies dle sud, quedant sota el comandament del coronel Díaz Vélez.
El 5 de novembre les forces reialistes van començar la seva marxa cap a Tupiza, pel que l'endemà Balcarce va desalltojar el poble, que va ser ocupat l'endemà mateix per mil dos-cents reialistes. Es va situar a Nazareno, on va rebre un reforç de dos-cents homes provinents de Jujuy amb dues peces d'artilleria. El 7 de novembre van tornar a enfrontar-se contra les mateixes tropes amb les que s'havien enfrentat abans comandades pel general Còrdoba a Suipacha, on l'exèrcit argentí va aconseguir la seva primera victòria. La batalla va resultar favorable per a Balcarce a pesar de tenir, novament, la inferioritat numèrica (vuit-cents reialistes amb quatre canyons contra sis-cents patriotes amb dos canyons, mentre que a Cotagaita s'havien enfrontat dos mil reialistes contra mil cent patriotes). A Antonio Gonzàlez Balcarce això li va valdre els galons de brigadier i la confiança per avançar cap al Riu Desaguadero, al llac Titicaca que era el límit amb el virregnat del Perú. El general Juan Martín Pueyrredón va ser nomenat rpesident de la audiència de Charcas.
Va entrar després la divisió de vanguarda de l'exèrcit auxiliador a Potosí, comandada per Martín Miguel de Güemes i posteriorment el va seguir la resta de l'exèrcit. Les desavenences internes van portar a Castelli a despedir a Güemes, que va ser confinat a Salta i a dissoldre la Divisió de Salta, que estava sota el seu comandament, incorporant els seus soldats a altres unitats.
El 17 de novembre del 1810 la junta va disposar la dissolució de la junta de comissió i el relleu de Ortiz de Ocampo, que es trobava a Jujuy, quedant Gonzàlez Balcarce com a general de l'expedició. Va rebre la notícia el 12 de desembre. No obstant, no es podia prendre cap disposició sense l'acord de Castelli. El coronel Juan José Viamonte va quedar com a segon cap, i com a tercer el tinent coronel Eustoquio Díaz Vélez.
El 21 de novembre, un decret de la junta va crear el 'regiment número set d'infanteria (regiment de Cochabamba) amb forces milicianes d'aquesta ciutat, formada per dotze companyies de cent soldats cadascuna, i és el seu cap el governador intendent de Cochabamba, Francisco del Rivero.

### La derrota de Huaqui i la retirada de l'Alt Perú
L'exèrcit auxiliar va continuar estacionat a Potosí fins que el 9 de gener del 1811 va començar a marxar cap a Oruro, sota el comandament de Viamonte. Contava entre vuit mil i deu mil homes. Després es va situar a La Laja, a prop de La Paz.
Les accions d'aquest exèrcit van estar coordinades amb la rebel·lió de Tacna, el 20 de juny del 1811, realitzada per Francisco Antonio de Zela contra les autoritats reialistes.
Com a conseqüència de la derrota a la batalla de Huaqui del 20 de juny del 1811, les restes desorganitzades de l'exèrcit van retrocedir en una precipitada retirada refugiant-se primer a Potosí - que va ser abandonada per Pueyrredón emportant-se prèviament els cabals - després a Jujuy, i finalment a territori de Salta, on van rebre l'auxili de Güemes.
En conèixer-se aquests fets de Huaqui a Buenos Aires, el president de la Junta, Cornelio Saavedra va culpar al extremisme de Castelli per la pèrdua de l'Alt perú i el 3 d'agost va ordenar la seva destitució i la substitució com de la prefactura de l'exèrcit auxiliar per Francisco del Rivero. Poc després a més van destituir Castelli de Balcarce. El 13 d'agost Goyeneche conseguia la victòria a la Batalla d'Amiraya (o primera batalla de Sipe Sipe) i entrava a Cochabamba, entrevistant-se el 15 d'agost amb Rivero. Aquest sense saber que havia estat nomenat cap de l'Exèrcit Auxiliar, va sol·licitar a Goyeneche el cessament de les hostilitats.
El 15 d'agost, Rivero sense saber d'aquest nombrament, va canviar de bàndol. Quan Saavedra va saber d'aquest canvi de bandol, l'1 de setembre, va revocar la ordre donada, i va ordenar que Balcarce tornés a Buenos Aires i deixès a Viamonte el comandament. Pocs dies després, la Junta va sol·licitar a Saavedra que es dirigís a prendre el comandament de l'exèrcit auxiliar a fer-se càrrec de la prefectura de l'exèrcit. A només vuit dies de la seva arribada a Salta, Saavedra va rebre la cumunicació de que havia sét separat de la Junta i havia de deixar el comandament de l'exèrcit a Juan Martín de Pueyrredón, ja que el 23 de setembre del 1811 el poder executiu de la Junta havia sét substituïda pel Primer Triumvirat
Al març del 1812 va acabar oficialment la primera campanya de l'expedició. Davant la imminent invasió, Pueyrredón es va replegar amb l'exèrcit cap a Tucumán, i és substituït pel brigadier general Manuel Belgrano el dia 26 a la Posta de Yatasto, a Salta. La Junta havia nomenat a Belgrano com a Cap de l'Exèrcit del Perú el 27 de febrer del 1812.

## Segona expedició a l'Alt Perú

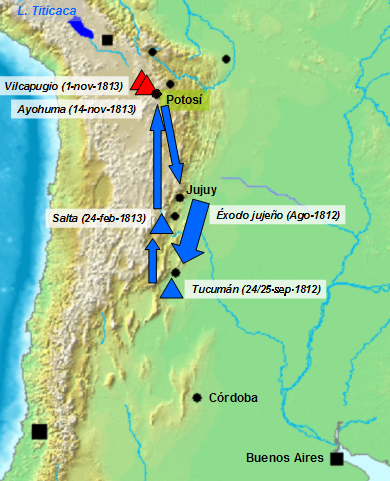
Segunda Campaña al Alto Perú (1812-1813). Els triangles assenyalen les batalles: blaves per a les victòries independentistes (Éxode Jujeny, Tucumán i Salta) i vermells per a les victòries reialistes (Vilcapugio i Ayohuma).

Al 1812, la Junta va decidir fer una segona campanya auxiliadora a l'Alt Perú. Comptava amb el nou comandant Manuel Belgrano i amb Eustoqui Díaz Véles com a major general. L'objectiu era derrotar definitivament als reialistes triomfants a Huaqui i en conseqüència, aixecar la moral de la població, decaiguda per l'avenç espanyol.
Al fer-se càrrec Belgrano, va deixar l'artilleria i el parc a Tucumán i va situar el seu campament a Campo Santo, on es va dedicar a reorganitzar l'exèrcit. L'exèrcit no arribava als mil cinc-cents homes, només hi havia cinc-cents vuitanta fusils, dos-centes quinze baionetes, vint-i-una carrabines, trenta-quatre pistoles i uns pocs canyons.
A l'abril del 1812, l'Exèrcit del Nord estava integrat per les següents unitats:.
- Artilleria volant: Sota el comandament del capità Francisco Villanueva, amb deu peces d'artilleria, tres oficials i cent-sis artillers.
- Regiment número sis d'infanteria (o sisena del Perú): Sota el comandament del tinent coronel Ignacio Warnes, amb sis-cents tretze combatents.
- Pardos i Morenos: Sota el comandament del tinent coronel José Superí, amb tres-cents cinc combatents.
- Hússars de la Pàtria (anomenats així abans de la revolució Hússars del rei): Sota el comandament de Martín Rodríguez, amb dos-cents seixanta-quatre combatents. Per disposició del 26 de novembre del 1811, va ser incorporat després per Belgrano al Regiment de Dracs de la Pàtria.
- Dracs lleugers del Perú: Sota el comandament del tinent coronel Antònio Gonzàlez Balcarce, amb tres-cents cinc combatents. Havia sét creat el 3 de novembre del 1810.

La tasca de Belgrano al nord, igual que l'anterior al Paraguai, va tenir tant de política com de castrense; Es confiava en ell per a restaurar la moral dels habitants de la regió i desarmar als reialistes entre ells, dels que no és contaven pocs entre la jerarquia eclesiàstica i les classes més pudentes. Es va preferir per aquest motiu a altres militars, potser més experimentats i capaços tals com Eustoquio Díaz Vélez, o Juan Ramón Balcarce, ambdós també amb el grau de coronel i veterans en nombrosos enfrontaments. Entre els oficials joves va contar amb diverses figures que es destacarien en els successius fets, tals com José María Paz, Manuel Dorrego o Gregorio Aráoz de Lamadrid. Ja a Salta, rebria l'afegit del Baró de Holmberg, artiller veterà de les guerres a Europa que es faria càrrec de la seva escassa artilleria -a penes dos canyons en un primer moment- i sobretot de la planificació estratègica.
La dotació de la campanya també era reduïda: Sumava uns mil cinc-cents homes, dels quals dos terços era cavalleria i només una mica més de sis-cents contaven amb armes de foc. Escassejaven les baionetes, pel que van haver d'improvisar llances com a armament per a la major part de la tropa. Aquells oficials que no podien aportar sabres propis, anirien sense. La necessitat va imposar una organització estricta, i Belgrano va ocupar-se els primers mesos del seu comandament a establir un hospital, un tribunal militar, un cos destinat a la garantia de la provisió, una companyia de reconeixement i en negociar la fabricació de municions i vestuari. La relativa hostilitat de la població davant de les exigències de Buenos Aires no va simplificar les coses; Es va fer ús de les amistats dels natius de la regió, entre ells Lamadrid, per a col·laborar en el reclutament de les tropes. Va ser crucial en aquest aspecte el suport de Güemes. No obstant, la dificultosa relació personal amb Belgrano, portaria a aquest a enviar-lo a Buenos Aires al juny abans de tenir ocasió d'entrar en combat.
L'escàs nombre d'efectius i armament del que disposava l'exèrcit va forçar a Belgrano a efectuar una reorganització. Els regiments d'infanteria van ser rebaixats a batallons. L'exèrcit va quedar format per:
- Batalló número sis d'infanteria: Antic regiment.
- Batalló de Caçadors del Perú. Sota el comandament de Carlos Forest, amb sis companyies va ser creat per Belgrano.
- Cos de Pardos i Morenos (o cos de castes).
- Cavalleria Provisional del Riu de la Plata sota el comandament de Juan Ramón Balcarce després de la fusió del Regiment de Dracs amb el de Hússars de la Pàtria format per dotze companyies.
- Esquadró de cavalleria Patriotes Decidits: Sota el comandament d'Eustoquio Díaz Vélez, format per voluntaris de Jujuy. Tindrien una participació destacada als combats de Las Piedras, Tucumán i Salta.
- Hi havia a més, uns tres-cents milicians, principalment de Cavalleria, entre ells els Patricis de Salta foramt al 1810, i la Partida d'observació del tinent Martín Miguel de Güemes, amb seixanta jinets. L'artilleria disposava de catorze peces. L'auditor era Teodoro Sánchez de Bustamante.

Belgrano va ordenar la lleva de tots els varons hàbils i en edat, formant un cos de cavalleria irregupar, però va rebre del govern central la ordre de retrocedir fins a Còrdoba.

### L'Èxode de Jujuy i les batalles de Tucumán i Salta

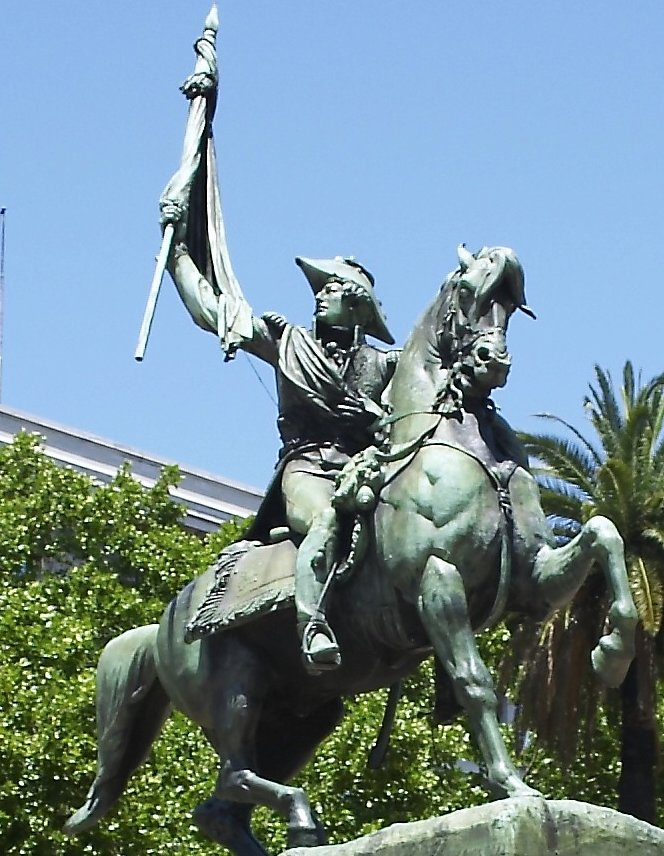
Manuel Belgrano, un dels principals líders revolucionaris, era un advocat i economista que va haver d'improvisar-se com a militar per a fer-se càrrec dels exèrcits independentistes enviats al Paraguai i a l'Alt Perú. Estàtua a la Plaça de Maig de Buenos Aires.

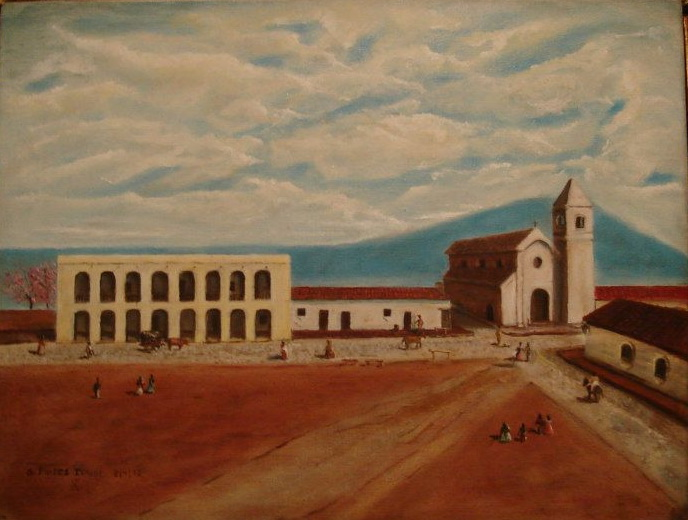
Tucumán al 1812, plaça, cabildo i Església de San Francisco. (Oli actual)

Decidit a no deixar en mans de l'enemic res que li puguès ser útil, Belgrano va organitzar durant l'agost l'anomenat Èxode de Jujuy, ordenant a la població replegar-se junt amb l'exèrcit i cremant tot el que s'hagués de deixar enrere per a entrebancar i dificultar l'avenç enemic. Belgrano va comandar l'avanguarda de la sortida mentre que Díaz Vélez es va fer càrrec de la rereguarda conduint als Gautxos de Jujuy (o Patriotes Decidits) lliurant el combat de Las Piedras el dia 3 de setembre. Van obtindre una victòria patriota que va aixecar la moral de l'exèrcit.
No obstant, Belgrano, a petició de la població de Tucumán i amb el suport de la família Aráoz - va desobeir la ordre de retirar-se a Córdoba. El dia 24 de setembre s'enfrontarien a Tristán a la batalla de Tucumán, on la decisiva càrrega de la cavalleria ben comandada i lva donar la victòria. Mil vuit-cents patriotes (vuit-cents d'infanteria, nou-cents de cavalleria i cent d'artillers) van derrotar a tres mil reialistes (dos mil d'infanteria i mil artillers). Els mateixos van patir quatre-centes cinquanta baixes, sis-cents vuitanta set presoners, i la perdua de munició i material. Tristán va haver de retrocedir fins a Salta i va perdre tots la seva artilleria en mans de l'exèrcit del Riu de la Plata, pel que va ser crucial el botó d'aquesta victòria.
Els quatre mesos que va tenir per reorganitzar-se després de la victòria de Tucumán, van permetre a Belgrano duplicar el nombre d'homes i millorar la seva formació i disciplina, encara que li va costar l'allunyament de von Holmberg. Aquest va enemistar-se amb altres oficials i va ser cridat a Buenos Aires. La manca d'un cap d'Estat Major dotat de formació tàctica es faria notar més endavant. Va rebre reforços des de Buenos Aires el 10 de desembre del 1812:
- El Regiment número u d'infanteria, sota el comandament del tinent coronel Gregorio Perdriel amb tres-cents noranta-cinc soldats.
- Quatre companyies del Regiment número dos d'infanteria amb tres-cents seixants soldats sota el comandament del tinent coronel Benito Álvarez, amb les que es va constituir el Batalló número dos.
- Entre setanta i vuitanta Pardos i Morenos.

El Batalló número sis va augmentar amb les tropes arribades de Buenos Aires i amb nous reclutaments, fins que va arribar als set-cents noranta-sis homes. Va passar a ser el Regiment número sis d'infanteria amb dos batallons de sis companyies cadascuna, on el primer batalló va quedar sota el comandament del Francisco Pico.
Els Pardos i Morenos arribats de Buenos Aires van engreixar el cos de Castes, passant a ser el Batalló de Castes sota el comandament del tinent coronel José Superí.
El Batalló de Caçadors del Perú també va augmentar i es va ficar sota el comandament del tinent coronel Manuel Dorrego.
La cavalleria Provisional del Riu de la Plata va passar a ser els Dracs de la Pàtria amb dos esquadrons de tres companyies cadascuna (n'hi havien més a Buenos Aires), sota el comandament del tinent coronel Corneli Zelaya.
Les milícies de cavalleria de tucumán van ser organitzades com a Regiment de Dracs de la Milícia Patriòtica de Tucumán, de dotze companyies sota el comandament del coronel Bernabé Aráoz, amb tres-cents divuit homes.
L'artilleria va rebre també reforços de Buenos Aires, contant amb cent vint-i-quatre homes, amb deu canyons i dos obusos, sota el comandament del capità Benito Martínez.
L'auxili del capità Aparicio, natural de la regió, li va permetre arribar per un camí poc conegut fins al camí de Jujuy i enfrontar-se a Tristán per la rereguarda el 20 de febrer. Després d'un començament poc auspiciós, els independentistes van aconseguir la victòria a la batalla de Salta, i Tristán es va rendir incondicionalment. Tres mil set-cents patriotes amb dotze peces d'artilleria van aniquilar tres mil set-cents reialistes i deu peces d'artilleria, produint quatre-cents vuitanta reialistes morts i cent catorze ferits, mentre que van morir tretze patriotes i quatre-cents trenta-tres en van resultat ferits. A canvi del jurament de no tornar a prendre les armes contra les Províncies Unides del Riu de la Plata, Belgrano va garantir a Tristán i als seus homes la seva llibertat; Però va quedar en possessió de tot el seu parc i armament. Amb aquest, la seva situació va millorar sensiblement.
L'1 de juliol del 1813, Belgrano va crear el Regiment número vuit d'infanteria amb natius de l'Alt Perú que fins aquest moment formaven un batalló amb set-cents noranta-sis homes. Van quedar sota el comandament del tinent coronel Benito Álvarez i el sergent major Patricio Beldón. Fou dissolt després de la batalla de Vilcapugio, ja que en aquesta van morir els seus principals caps i més de la meitat de la seva tropa.

### Accions a l'Alt Perú i retirada cap a Jujuy
Al moment d'avançar sobre l'Alt Perú, l'exèrcit estava integrat per:
- Batalló de Pardos i Morenos sota el comandament de Superí.
- Batalló de Caçadors sota el comandament del sargent major Ramón Echevarría (Dorrego havia sét retirat de l'Exèrcit).
- Regiment número 1 d'infanteria, va ser posteriorment augmentat amb reclutes de l'Alt Perú, sota el comandament del coronel Gregorio Perdriel.
- Regiment número 6 d'infanteria, va ser augmentat amb reclutes sota el comandament del tinent coronel Miguel Aráoz.
- Regiment número 8 d'infanteria, format el 13 de juliol sobre la base del batalló número 2, sota el comandament del tinent coronel Benito Álvarez.
- Regiment de cavalleria de línia del Perú, va ser creat per Belgrano al març del 1813, fusionat amb els Dracs lleugers del Perú i una part dels Dracs de la Pàtria, sota el comandament del Coronel Diego Balcarce. A l'abril del 1814 va passar a anomenar-se Dracs del Perú.
- Artilleria, sota el comandament del capità José Cereso.[11]

Continuant la seva marca cap al nord, van ocupar Potosí el 21 de juny i Vilcapugui el 27 de setembre, on van esperar reforços. Van ser atacats per sorpresa pels reialistes, anticipant-se a l'arribada de reforços i produint la batalla de Vilcapugio l'1 d'octubre del 1813.
L'exèrcit reialista comandat pel brigader Joaquín de la Pezuela i integrat per quatre mil homes i 12 peçes d'artilleria es va enfrontar a un exèrcit patriota amb la moral alta integrat per tres mil cinc-cents homes (mil reclutes), 14 peces d'artilleria i una cavalleria montada amb mules.
Després de la derrota de Vilcapugio, Belgrano va establir el seu campament a Macha, intentant reorganitzar l'exèrcit que va quedar conformat per:
- 340 caçadors sota el comandament del sargent major Cano
- 198 pardos i morenos sota el comandament de Superí
- 566 infants del Regiment número 6 sota el comandament de Martínez
- 532 infants del Regiment número 1 sota el comandament de Perdriel
- 195 dracs del Perú,sota el comandament de Diego Balcarce
- Divisió de Cochabamba, sota el comandament de Corneli Zelaya, amb 479 homes de cavalleria i d'infanteria.
- 6 peces d'artilleria i dos obusos amb 107 artillers.
- Més d'un miler de natius de Chayanta.

El 14 de novembre va arribar l'exèrcit comandat pel general Joaquín de la Pezuela, desencadenant-se la batalla d'Ayohúma. L'exèrcit patriota amb dos mil homes i 8 peces d'artilleria (a pesar de comptar amb tres mil quatre-cents homes, mil quatre-cents no estaven aptes per a lluitar) es va enfrontar a un enemic superior de tres mil cinc-cents homes i divuit peces d'artilleria. El combat va ser sagnant per ambdós bandos, perdent el patriota, que tot i que no van ser perseguits pels reialistes per haver sofert cinc-centes baixes i un enorme desgast. Com a conseqüència d'aquestes derrotes, l'Alt Perú va tornar a estar sota control reialista i Belgrano es va retirar a Jujuy, on va arribar a finals de desembre amb vuit-cents homes i sense artilleria.
Al gener del 1814, a Tucumán, Manuel Belgrano va ser substituït pel llavors coronel José de San Martín, quedant a càrrec del regiment número u amb el grau de coronel. El dia 30 del mateix mes el govern el va separar de l'Exèrcit del Nord i va viatjar a Buenos Aires, on va ser arrestat i processat per les derrotes de l'Alt Perú. Finalment va ser absolt i se li van reconèixer els seus mèrits i honors.
Al febrer del 1814 van ser dissolts el Regiment número sis d'infanteria, passant els seus efectius al regiment número u, el Batalló de caçadors i el regiment número vuit d'infanteria. El regiment número dos d'infanteria va ser substituït per un batalló procedent de Buenos Aires, del mateix regiment. De la cavalleria van sobreviure delmats els dracs del Perú.
Sant Martín, per raons de salut va renunciar quatre mesos després, i fou substituït pel coronel José Rondeau.

## Tercera Campanya Auxiliadora a l'Alt Perú

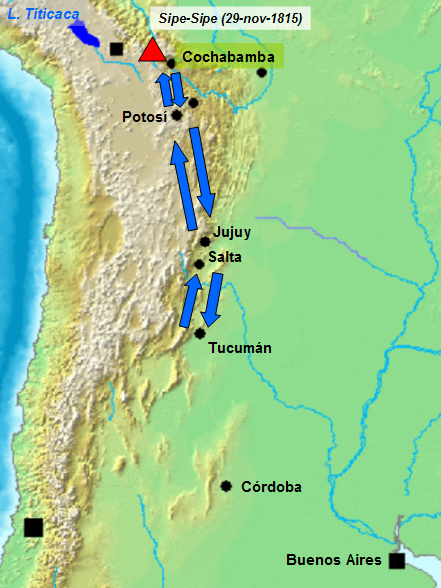
Tercera Campanya a l'Alt Perú (1815). El triangle vermell representa l'única batalla important de la mateixa, la victòria reialista a la Sipe-Sipe.

Després de guarir-se l'actual nord argentí durant un any, l'exèrcit del nord va rebre ordres per a una tercera campanya auxiliadora a l'alt perú. Els objectius d'aquesta eren ocupar tot el territori Alt-Peruà, assegurant-lo contra els reialistes i així establir la soberania de les Províncies Unides del Riu de la Plata. També, si era possible, era important avançar sobre Lima per a alliberar la capital del virregnat del Perú.

### Sublevació de les tropes i nou avenç sobre l'Alt Perú
Al moment que les tropes es preparaven per a iniciar la tercera campanya a l'Alt Perú, el general Carlos María de Alvear va ser designat com a substitut de Rondeau. Els exèrcits del Nord es van sublevar i li van comunicar a Rondeau que no acatarien més ordres que les d'Alvear i el van instar a iniciar la campanya. Rondeau en rebel·lia va ordenar l'inici de l'operació que va començar al gener del 1815. Durant els següents deu mesos hi van haver enfrontaments amb tropes reialistes, però mai de la magnitud de la campanya anterior.
El 19 de febrer es va produir la batalla de El Tejar. L'avantguarda patriota es va avançar per a fer un reconeixements, i fou sorpresa pel total de les tropes reialistes.
A l'abril següent la marxa es va aturar abans del Lloc del Marquès, ocupat pels reialistes. El general Rondeau va avançar amb cinc-cents homes derrotant a tres-cents dels ocupants.
Continuant la marxa per l'Alt Perú, un grup de reconeixement va trobar unes companyies reialistes acampades a Venta i Mitja sota el comandament d'Olanyeta. Es va preparar una estratègia per atacar-los per sorpresa, però va fracassar i els reialistes van escapar. Va ser capturat com a presoner el coronel Martín Rodgríguez juntametn amb els seus subordinats. El general Joaquín de la Pezuela, a càrrec de les forces reialistes, va retirar les seves forces fins a Oruro, abandonant les ciutats que havien sét ocupades per les foces de Rondeau, que es va apoderar de Potosí i Charcas, i va establir el seu quarter a Chayanta.

### Derrota de Sipe-Sipe i retir a Tucumán

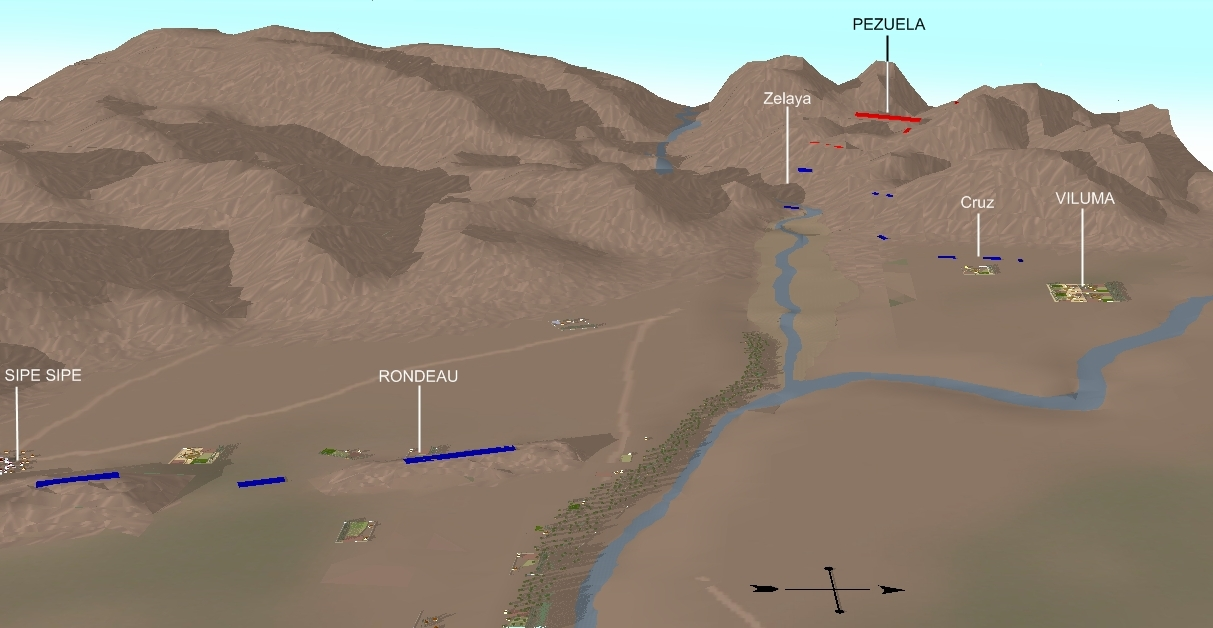
Tercera Campanya a l'Alt Perú (1815). Vista del campo de batalla de Sipe-Sipe (Viluma) i posicions abans de la baixada de l'Exèrcit Reialista.

La primera i única gran batalla de la campanya es va produir el 29 de novembre del 1815. Quan l'exèrcit patriota estava al nord de Venta i Mitja, arribant a Cochabamba, es va topar per l'exèrcit comandat pel general Pezuela a Sipe-Sipe, produint-se la batalla que els espanyols van anomenar Batalla de Viluma.
Va resultar ser un fracàs per als patriotes. Els tres mil cinc-cents homes i les peces d'artilleria no van poder contra els cinc mil cent homes i vint-i-tres peces d'artilleria reialistes, havent d'escapar amb més de mil baixes mentre que els reialistes només van tenir trenta-dos morts.
No es van aconseguir els objectius i les províncies van quedar envoltades de potencials enemics. Inglesos i francesos que podien arribar pel mar, portuguesos per l'est, i espanyols pel nord. Si s'hagués aconseguit l'Alt Perú, la pitjor amenaça, la dels reialistes, hagués acabat.
Alg ener del 1816 el tinent coronel Gregorio Aráoz de Lamadrid va ser enviat al nord per a organitzar un esquadró amb les restes de Sipe Sipe, i després d'una acció indecisa el 31 de gener, al Combat de Culpina, el 2 de febrer va aconseguir en conjunt amb tropes del cabdill Camargo el triomf de Uturango, per a després ser derrotat el 12 de febrer en una acció menor sobre el riu San Juan. Rondeau va rebre la ordre de retirar-se a Tucumán. L'exèrcit quasi devastat, va marxar durant nou mesos passant per Potosí i Humahuaca fins a arribar a Tucumán. El 7 d'agost del 1816 a Las Trancas, Rondeau va ser substituït del seu càrrec per Manuel Belgrano. Martín Miguel de Güemes va quedar com a comandant de la frontera nord.
Belgrano va traslladar a l'exèrcit fins a la ciudadela construïda per San Martin a la ciutat de Tucumán. En aquest lloc, va intentar la reconstrucció moral i material en busca d'una nova acció sobre l'Alt Perú, combinada amb les accions de San Martín.
Belgrano va crear un estat major, que el 1817 estava format per:
- Tinent coronel Beníto Martínez, primer ajudant.
- Tinent coronel graduat Juan Escobar, segon ajudant.
- Capità Felipe Bertres, segon ajudant.
- Capità Manuel Dorado, segon ajudant
- Tinent Francisco Mallea, tercer ajudant,
- Tinent Juan Francisco Echaure, tercer ajudant.

Al fer-se càrrec Beltrano, l'exèrcit estava conformat per:
- Regiment número u d'infanteria, molt disminuït, i que va ser dissolt al febrer del 1818.
- Regiment número dos d'infanteria, el seu batalló número 1 va ser dissolt i les seves restes agregades al Regiment número nou. El seu batalló número dos, que havia arribat al febrer del 1816, es va incorporar a les restes d'Azogueros de Potosí
- Regiment número tres d'infanteria, havia arribat a l'abril del 1815, va ser reforçat amb les restes del número sis i del número set.
- Regiment número set d'infanteria, havia arribat al 1814, va ser dissolt al febrer del 1816 i les seves restes distribuïdes entre el número tres i el número nou.
- Regiment número nou d'infanteria, havia ´set creat amb els efectius de la tercera Divisió Oriental, el 4 de maig del 1814, i va ser reforçat amb les restes del número sis i set.
- Regiment número deu d'infanteria, havia sét creat a l'agost del 1814 a Montevideo.
- Dracs de la Nació, format per la fusió de Dracs del Perú, molt disminuïts, i amb els dos esquadrons dels Dracs de la Pàtria el 3 de setembre del 1816, sota el comandament de Cornelio de Zelaya.
- Regiment de Granaders a cavall, que havia sét creat el 16 de març del 1812 per San Martín, el primer esquadró de tres companyies d'un total de quatre. Dos esquadrons van partir a l'Alt Perú al desembre del 1813, i al 1814 es va crear una Companyia de Carrabiners a l'Alt Perú que va durar poc temps. A l'abril del 1816 van ser enviats a Mendoza.
- Regiment d'Artilleria de la Pàtria, creat per decret del 2 de març del 1812. El cos estava format per dotze companyies de cent artillers, i quatre oficials cadascuna, a més d'una plana major. Estava repartit en piquets, companyies o esquadrons amb els seus canyons per diverses províncies.
- Regiment de Dracs de Milicia Patriòtica de Santa creada per San Martín al març del 1814. Algunes de les seves companyies eren: Atacama, Yavi, Orán, i Soconchoa. Belgrano va fer un reglament per a les milicies i al 1816 va ordenar que els milicans de Güemes passèssin simplement a anomenar-se Divisió Infernal o Gautxos de Línia de Salta.

Belgrano va crear una companyia de guies i un cos de caçadors d'infanteria.

## Últim avenç sobre l'Alt Perú i la Guerra Gautxa
La companyia finalitzada a Sipe-Sipe va ser l'últim intent d'annexar-se l'Alt Perú. No obstant, Belgrano va enviar un destacament amb l'objectiu de donar suport a la resistència a Oruro. En aquesta etapa l'exèrcit també va intervindre en lluites internes.
El 10 de desembre del 1816, Belgrano va enviar a Lamadrid tropes de l'exèrcit del nord per a sufocar el moviment autonomista de Santiago Estero, derrotant a les tropes de Juan Francisco Borges a Pitambalà. L'1 de gener del 1817, Borges va ser afusellat a Santo Domingo per ordres del Congrés de Tucumán.
El 18 de març del 1817 van partir de San Miguel de Tucumán els quatre-cents soldats que Belgrano va encomanar al general Gregorio Aráoz de Lamadrid per a avançar fins a Oruro, distraient així a l'enemic al seu front. Al territori de Tarija, se li van unir grups de montoners entre ells els comandats per Eustaquio Méndez, José María Avilés i per Francisco Pérez de Uriondo que el van ajudar a evitar que el comandant espanyol de Tarija, Mateo Ramírez que disposava dels Granaders del Cuzco, rebés reforços. El 15 d'abril del 1817, els revolucionaris van obtindre al victòria a la batalla de la Tablada de Tolomosa, aconseguint alliberar Tarija. El triomf li va significar a l'Exèrcit del Nord la captura d'abundants armes, municions i queviures i presoners, incorporant-se a més més de mil alt-peruans i peruans a l'exèrcit. Lamadrid va quedar-se a Tarija fins al 5 de maig del 1817, designant com a governador de Tarija a Francisco Pérez de Uriondo, i va marxar rumb a Chuquisaca, ciutat que va atacar el 21 de maig, finalitzant amb una derrota. El 12 de juny l'exèrcit va ser sorprès a Sopachuy (120 quilòmetres al sud-est de Chuquisaca), i va ser derrotat quaasi sense combatre. Van haver de retirar-se a Salta pel mateix camí.

### Últimes invasiona reialistes i mort de Güemes
El 15 de novembre del 1816 el coronel major Marqués del Valle del Tojo, Juan José Feliciano Fernández Campero, havia sét derrotat en la batalla de Yavi, quedant presoner amb tres-cents dels seus homes. Fernàndez Campero (conegut popularment com a Marqués de Yavi) estava sota el comandament del flanc oriental de la Puna de les forces del general Güemes. Havia avançat sobre Yavi amb sis-cents soldats d'infanteria i un esquadró de gautxos, els Dracs Infernals, conduïts pel coronel Bonifacio Ruiz de los Llanos. Davant el seu avenç, els reialistes que ocupaven Yavi (el segon regiment, un batalló de partidaris i una brigada d'artilleria) van abandonar les seves posicions replegant-se a Moraya en suposició de que era el general Belgrano qui avançava amb tot el seu exèrcit. Olanyeta va arribar amb el primer regiment i va avançar sobre Yavi sorprenent al marquès, que el va fer presoner. El coronel Fernández Campero, deportat a espanya per la seva condició de noble sublevat contra la corona a favor de la nova nació, va morir a Kingston, Jamaica, víctima dle mal tracte rebut el 20 d'octubre del 1822.
L'1 de febrer del 1820, l'Exèrcit del nord va rebre la ordre d'abandonar Tucumán i dirigir-se a Buenos Aires per a sufocar les revoltes autonomistes. La defensa del nord-oest va quedar a càrrec de les forces gautxes del general Martín Miguel de Güemes.
El 7 de juny des de Yavi, sis-cents soldats sota les ordres del coronel José María Valdés (alias el barbarut), van marxar a Purmamarca i per camins van envoltar la serrania de les tres creus i del Chanyi. El 7 de juny van ocupar Salta per sopresa. Una de les seves partides va aconseguir ferir a Güemes, que va morir el 17 de juny del 1821 a Chamical. El coronel Jorge Enrique Vidt va assumir el comandament en substitució de Güemes.
El 4 d'agost del 1824 el governador de Salta, el general Juan Antonio Álvarez de Arenales va nombrar comandant general de vanguarda al general José María Pérez de Urdininea en compliment de la petició del mariscal de Sucre, perquè es dirigís al Alt Perú a atacar a Olanyeta pel sud. Es van posar en marxa el 3 de gener del 1825. Al març del mateix any, Álvarez de Arenales va sortir en campanya, però quan es trobava al seu quarter de Tilcara va rebre la notícia de que el coronel Carlos Medinaceli s'havia canviat al bàndol independentista pel que va enviar a Pérez de Urdininea des de Humahuaca en suport de Medinaceli. L'1 d'abril del 1825 es va produir la batalla del Tumusla en la que Medinaceli va vençer a Olanyeta, quedant lliure l'Alt Perú. Pérez de Urdininea es va autonombrar Comandant en cap de l'Exèrcit alliberador de Chichas, desobeint a Álvarez de Arenales i arribant després de la batalla del Tumusla al 1825.

## Sublevació d'Arequito
A finals del 1817 el regiment número 2 d'infanteria amb quatre-cents homes, va ser enviat a Còrdoba sota el comandament de Juan Bautista Bustos per a aplacar la insurrecció de Juan Pablo Bulnes i es va situar a la Villa de los Ranchos.
El 8 de novembre del 1818, aquestes tropes van ser atacades i assetjades a Fraile Muerto pel governador i cabdill federal de Santa Fe, Estanislao López. A finals del 1818, Aráoz de Lamadrid va sortir de Tucumán per a reforçar a les forces de Bustos amb dos esquadrons d'hússars i un de dracs, aquest últim sota les ordres del comandant José María Paz.
El 19 de febrer del 1819, López va atacar el campament de l'exèrcit del Nord a La Herradura (Còrdoba), enfrontant-se a les forces comandades pels generals Lamadrid, Bustos i Paz. El 12 d'abril, Belgrano i Estanislao López van firmar el pacte de San Lorenzo, que va posar fi transitòriament a la lluita entre Buenos Aires i el litoral. Belgrano, malalt, va entregar el comandament de l'exèrcit del nrod al general Francisco Fernández de la Cruz, l'11 de novembre i es va retirar a Tucumán, on moriria sis mesos més tard.
L'exèrcit va rebre la ordre de partir cap a Buenos Aires, i va sortir del seu campament de Pilar, província de Còrdoba el 12 de desembre del 1819. El 8 de gener del 1820, a la posta d'Arequito (Província de Santa Fe), part de les tropes de l'exèrcit del nord (més de la meitat) van rebutjar al seu nou cap, el comandant general Francisco Fernández de la Cruz i es van negar a dirigir-se a Santa Fe per a combatre a les tropes federals, que responien a José Gervasio Artigas i es trobaven sota el comandament directe d'Estanislao López. La sublevació va ser comandada pel cap de l'Estat Major, el coronel Juan Bautista Bustos, junt amb el coronel Alejandro Heredia i el major José María Paz. Aquests van detenir als altres caps: Cornelio Zelaya, Gregorio Aráoz de Lamadrid, Blas José Pico, José León Domínguez, Francisco Antonio Pinto i al general Francisco Fernández de la Cruz. Bustos va escriure a Estanislao López (governador de Santa Fer) el 12 de gener.
| « | Pot considerar-me un amic només interessat en la felicitat del país, quasi arruïnat per la guerra civil que hauriem d'acabar d'una forma amistosa... a Còrdoba, des d'on tractarem quan condueixi a la prosperitat i seguretat de les províncies. | » |

Tal fet va facilitar, encara que amb moltes alternatives, el triomf de les idees federals a Argentina i va significar la fi del govern nacional.
Per a evitar més sang, Fernández de la Cruz, va continuar la marxa cap a Buenos Aires amb alguns oficials, mentre que Bustos es va declarar neutral en l'enfrontament intern i va tornar amb la resta de les tropes no sublevades a Còrdoba on va ser proclamat governador al març del 1820.
Les restes del regiment número dos d'infanteria es van integrar a l'exèrcit de Còrdoba. Van desaparèixer el regiment número tres d'infanteria i el regiment número deu d'infanteria; També el de Dracs de la Nació i els Hússars de Tucumán. Al davant d'una part d'aquests cossos, Alejandro Heredia es va ficar a les ordres de Güemes, però no tornaria al front nord.
L'únic dels seus caps que tornaria a l'Alt Perú seria el coronel Paz, a la campanya d'arenales. Però seria només a principis del 1825, després de la victòria definitiva d'Ayacucho, i només per a presenciar com l'exèrcit reialista es dissolia sense lluitar.

## Comandants
- Francisco Antonio Ortiz de Ocampo (14 de juny del 1810 - 15 de novembre del 1810)
- Juan José Castelli (6 de setembre del 1810 - juny del 1811) Representant de la Junta
- Antonio González Balcarce (15 de novembre del 1810 - setembre del 1811) comandament militar subjecte a Castelli
- Francisco del Rivero (3 d'agost - 1 de setembre del 1811, no assumit)
- Cornelio Saavedra (1 de setembre del 1811 - octubre del 1811)
- Juan José Viamonte (provisional entre setembre i octubre del 1811)
- Juan Martín de Pueirredón (octubre del 1811 - 26 de març del 1812)
- Manuel Belgrano (26 de març del 1812 - 30 de gener del 1814)
- José de San Martín (30 de gener del 1814 - maig del 1814)
- José Rondeau (maig del 1814 - 7 d'agost del 1816)
- Carlos María de Alvear designat al gener del 1815, no ho va poder assumir
- Manuel Belgrano (7 d'agost del 1816 - 11 de novembre del 1819)
- Francisco Fernández de la Cruz (11 de novembre del 1819 - 8 de gener del 1820)

## Guerra contra la confederació Perú-Boliviana
El 19 de maig del 1837, el llavors encarregat del maneig de les relacions exteriors de la Confederació Argentina, Juan Manuel de Rosas, va delcarar la guerra a la Confederació Perú-Boliviana pant per Tarija com pel fet que les tropes peruano-bolivianes van envair la major part de Jujuy, la Puna d'Atacama i el nord de la Província de Salta. Xile li havia declarat també la guerra l'11 de novembre del 1836, amb el suport dels peruans contraris a Santa Cruz i la confederació, entaulant una aliança tàcita. Alejandro Heredia va ser nomenat comandant de l'Exèrcit del nord, és a dir, l'exèrcit argentí les tropes del qual estaven formades quasi en la seva totalitat per soldats del nord-oest.
Tal exèrcit improvisat i mal abastit va tenir a Heredia com a cap màxim i als generals Gregorio Paz i Manuel Virto com a comandants immediats. Pràcticament li va mancar tot suport logístic des de la resta de l'Argentina (en part perquè les forces argentines de les altres regions havien d'enfrontar-se amb altres conflictes).
El 20 de gener del 1839, les forces restauradores sota el comandament xilé Manuel Bulnes i el peruà Ramón Castilla van aconseguir la victòria d'Yungai contra Santa Cruz, que va posar fi a la Confederació Perú-Boliviana. El 14 de febrer del 1839 el nou president de Bolívia va comunicar el final de la guerra i el 26 d'abril del 1839 el govern argentí la va finalitzar oficialment.